# Biała (województwo lubelskie)
Biała – wieś w Polsce położona w województwie lubelskim, w powiecie radzyńskim, w gminie Radzyń Podlaski.
Na terenie wsi utworzono dwa sołectwa: Białą i Adamki. Według Narodowego Spisu Powszechnego z roku 2011 wieś liczyła 1289 mieszkańców.
| SIMC    | Nazwa   | Rodzaj    |
| ------- | ------- | --------- |
| 0017851 | Adamki  | część wsi |
| 0017874 | Grąd    | część wsi |
| 0017880 | Kępista | część wsi |
| 0017897 | Zarutki | część wsi |

Do 1954 roku istniała gmina Biała. W latach 1954–1972 wieś należała i była siedzibą władz gromady Biała. W latach 1975–1998 miejscowość administracyjnie należała do województwa bialskopodlaskiego.
Wierni Kościoła rzymskokatolickiego należą do parafii Matki Bożej Nieustającej Pomocy w Radzyniu Podlaskim.